# Fakjů pane učiteli 2
Fakjů pane učiteli 2 je německá komedie z roku 2015 režiséra Bory Dagtekina. Jedná se o pokračování filmu Fakjů pane učiteli z roku 2013. V hlavních rolích hrají Elyas M’Barek, Jella Haase a Karoline Herfurth.

## Obsah filmu
Bývalý bankovní lupič Zeki Müller pochybuje o své způsobilosti a přemýšlí, zda nadále může vykonávat práci učitele na Goetheho gymnáziu. Jeho přítelkyně Elisabeth „Lisi“ Schnabelstedtová ho v rámci o zlepšení jeho psychického stavu nutí k akupunktuře. Zeki se dozví, že zemřel jeho bývalý komplic z bankovní loupeže a že mu zanechal diamanty v hodnotě desítek tisíc eur. Zeki chce jako učitel skončit co nejdřív, diamanty najde a schová je do plyšových hraček, ty však zanedlouho hodí Lisi do kontejneru u Schillerova gymnázia. Zeki se na školu vydává a ukáže se, že plyšové hračky z kontejneru jsou na cestě do partnerské školy Schillerova gymnázia v Thajsku.
Ředitelka Gersterová chce konkurovat Schillerovu gymnáziu, a proto také vyšle třídu do Thajska. Zeki se hlásí, ale má před sebou problém, jelikož cestovat mohou pouze učitelé a studenti, kteří jsou členy kroužku ochrany životního prostředí. Studenti proto vymění uklidňující prášky za psychedelické u učitelky Leimbach-Knorrové, načež je opět přemístěna do psychiatrické léčebny. Na letišti je Lisi v kabelce nalezen umělý ruční granát, který ji tam potají dali studenti jako žert. Lisi je zadržena policií a nemůže se skupinou do Thajska odletět. Zeki v letadle kvůli turbulencím spolyká velké množství prášků a upadne do hlubokého spánku. Probudí se až v Bangkoku a v šoku zjistí, že se studenti velmi bujaře baví v klubu. Druhý den skupina přijede do thajského města Ban Nam, které je sídlem partnerské školy. V noci se Zekiho skupina vydává do starého vojenského areálu, kde jsou uloženy plyšové hračky. Meike hračku, ve které jsou tajně umístěny diamanty, najde a schová si ji, protože se jedná o školního maskota. Druhý den jdou obě školní skupiny na prohlídku chrámu, kde Zeki uvidí, že jeden ze studentů Schillerova gymnázia maskota ukradne, čímž se rozpoutá rvačka mezi Zekim a Haukem Wölkim, učitelem ze Schillerova gymnázia.
Zekiho studenti chytnou podezření, maskota získají zpět a pak Zekiho konfrontují s nalezenými diamanty a s tím, že je chtěl nechat na holičkách, ačkoliv jim slíbil, že je dovede až na konec studia. Diamanty mu proto vyhodí do moře. Zeki odejde a dlouho se nevrací, a tak se ho studenti v čele se Chantal a Dangerem vydají hledat a nakonec ho zachrání od utonutí. Studenti se později Zekimu omluví a slíbí, že mu diamanty vyloví, ale nedaří se jim to. V tu chvíli na ně opětovně zaútočí maskované děti a ukáže se, že to jsou sirotci z tsunami, které se odehrálo před deseti lety. Zekimu se je podaří přesvědčit, aby útoku nechali a pomohli jim s lovením diamantů. Zeki se po návratu do starého vojenského prostoru dozví, že Schillerovo gymnázium nemá žádné sponzory a pěstuje v továrně marihuanu. Učitel Hauke Wölki je iniciátor, který využívá sirotky jako levnou pracovní sílu pracující na plantáži. Zeki polije rostliny benzínem a zapálí, zachrání Haukeho od ohně a později nafotí jeho kompromitující fotky, pro případ, že by je chtěl vydírat. Zeki diamanty použije nakonec pro výstavbu sirotčince. Ředitelka Gerstenová do přijíždí do Thajska a jmenuje Zekiho výhercem reklamní kampaně GGS, což Zeki přijímá pod podmínkou, že výherkyní bude i Lisi. Na závěrečné oslavě si každý musí něco přát. Chantal si přeje, aby Zeki s nimi zůstal, což se jí také splní.

## Hrají
| Elyas M’Barek       | Zeki Müller                       |
| Karoline Herfurth   | Elisabeth „Lisi“ Schnabelstedtová |
| Jella Haase         | Chantal Ackermannová              |
| Max von der Groeben | Daniel „Danger“ Becker            |
| Katja Riemann       | ředitelka Gudrun Gersterová       |
| Volker Bruch        | Hauke Wölki                       |
| Lucas Reiber        | Etienne                           |
| Gizem Emre          | Zeynep                            |
| Aram Arami          | Burak                             |
| Johannes Nussbaum   | Cedric, vůdce sirotků po tsunami  |
| Anna Lena Klenke    | Laura Schnabelstedtová            |
| Runa Greiner        | Meike                             |
| Jana Pallaske       | Charlie                           |
| Alwara Höfels       | Caro Meyerová                     |
| Uschi Glasová       | Ingrid Leimbachová-Knorrová       |
| Bernd Stegemann     | pan Gundlach                      |
| Farid Bang          | Paco                              |
| Patrick G. Boll     | majitel lodi                      |
| Enissa Amani        | letuška                           |

## Výroba
V prosinci 2013 producent Martin Moszkowicz oznámil výrobu druhého dílu. Moszkowicz také potvrdil návrat herce Elyas M’Bareka a hereček Karoline Herfurth a Katji Riemann. Nakonec se většina herců z prvního dílu objevila i v pokračování. Ve třídě 10.B a v učitelském sboru došlo k mírným změnám.
Natáčení začalo 22. února a skončilo 10. května 2015. Scény z Goethovy střední školy se opět natáčely v budově gymnázia Lise Meitnerové. Führerbau v Mnichově, kde se nachází filmová a hudební akademie, svými prostory posloužil do filmu jako interiér Schillerova gymnázia. Některé scény byly natočeny na thajských plážích a též v Bangkoku.

### Financování
Film byl financován částkou 1 240 180 euro z německého spolkového filmového fondu. Němečtí daňoví poplatníci tuto podporu kritizovali, protože podle názoru jejich předsedy Reinera Holznagela „není možný fakt, že po úspěšném prvním dílu musí být i jeho nástupce dotován daňovými poplatníky.“

## Soundtrack
1. „Wild & Free“ – Lena Meyer-Landrut
2. „Fack ju Göhte 2 Beat“ – Djorkaeff, Beatzarre
3. „Rule the World“ – Walk off the Earth
4. „Famous“ – Charli XCX
5. „It’s Gonna Be Alright“ –	Djorkaeff, Beatzarre feat. Nico Santos
6. „Bills“ – Lunchmoney Lewis
7. „Pausenhof Beat“ – Djorkaeff, Beatzarre
8. „Wrapped Up“ – Olly Murs
9. „Call Me Maybe“ – Carly Rae Jepsenová
10. „Diamanten Beat“ – Djorkaeff, Beatzarre
11. „Get It Up“ –	Nitro
12. „Wilding Out“ – Nitro
13. „Talk Dirty“ – Jason Derulo
14. „Sicherheitskontrolle Beat“ –	B-Case
15. „Mcdive Beat“ – Djorkaeff, Beatzarre
16. „Here Comes the Sun“ – Djorkaeff, Beatzarre feat. Nico Santos
17. „Laserbeam“ –	Flipsyde
18. „Counting Stars“ – OneRepublic
19. „Kannst du mich verstehen Beat“ – Djorkaeff, Beatzarre
20. „Uschi auf LSD Beat“ – Djorkaeff, Beatzarre
21. „Changing“ – Sigma
22. „Don’t Give Up on Us“ – Devy Janieck